# José Águas
José Pinto de Carvalho Santos Águas (Luanda, 9 de novembre 1930 - Lisboa, 10 de desembre 2000) fou un futbolista portuguès d'origen angolès, nascut a Luanda d'una família colonial blanca.

## Carrera esportiva
Començà la seva carrera al club local Lusitano do Lobito, abans de fitxar pel SL Benfica el 1950, el seu principal club, on jugà fins a 1963, i on assolí fama mundial.
Amb el Benfica guanyà cinc cops la lliga de Portugal (1954/55, 1956/57, 1959/60, 1960/61, 1962/63) i set cops la Copa de Portugal (consecutivament de 1950/51 a 1961/62). També fou cinc cops el màxim golejador de la lliga local. A escala internacional guanyà dos cops la Copa d'Europa consecutivament, el 1961 (va jugar com a titular i va marcar un gol a la final de la Copa d'Europa de 1961, que el Benfica va guanyar contra el FC Barcelona per 3 a 2 al Wankdorf Stadium de Berna, la primera final de la Copa d'Europa que jugaven qualsevol dels dos equips.) i el 1962 (5-3 davant el Reial Madrid). També va jugar com a titular, i va marcar, a la final de la Copa d'Europa de 1962, que el Benfica va guanyar contra el Reial Madrid per 5 a 3 a l'Estadi Olímpic d'Amsterdam, la segona victòria consecutiva de l'equip portuguès en la competició. Águas fou capità del Benfica en ambdues ocasions.
La següent temporada, el club fou finalista de la competició però fou batut 1-2 per l'AC Milan. Aquest cop Águas no jugà.
Debutà el 23 de novembre de 1952 amb la selecció portuguesa amb un empat a 1 davant Àustria. En total jugà 25 partits amb la selecció i marcà 11 gols. El seu darrer partit el disputà el 17 de maig de 1962, en una derrota per 1-2 davant Bèlgica.
Després d'abandonar Benfica, jugà una temporada més al FK Austria, retirant-se definitivament el 1964, als 33 anys.
El seu fill, Rui Águas, també fou futbolista del Benfica i de la selecció de Portugal.